# Alberto Ronchey
Alberto Ronchey (Roma, 27 settembre 1926 – Roma, 5 marzo 2010) è stato un giornalista, saggista e politico italiano, ministro dei beni culturali e ambientali nei governi Amato I e Ciampi.

## Biografia
Nato a Roma nel 1926, laureato in giurisprudenza, Alberto Ronchey iniziò giovanissimo la carriera giornalistica nel quotidiano La Voce Repubblicana (organo del PRI), del quale fu poi direttore. Lavorò anche al Mondo e al Resto del Carlino. Fu inviato a Mosca per il Corriere della Sera di Alfio Russo, per passare successivamente a La Stampa, dove fu inviato speciale prima e poi direttore dal 1968 al 1973.
In seguito svolse un'intensa attività pubblicistica come editorialista del Corriere della Sera e della Repubblica, oltre che di alcuni settimanali. In quegli anni collaborò pure con la Rai.
Ronchey ricoprì la carica di ministro per i Beni culturali e ambientali nel primo governo Amato (1992-1993) e nel Governo Ciampi (1993-1994).
Durante la sua esperienza ministeriale fu promulgata la legge n. 4 del 14 gennaio 1993 (cosiddetta legge Ronchey)
 concernente la gestione dei servizi aggiuntivi negli Istituti d'Arte e Antichità dello Stato.
Dopo l'esperienza governativa, Ronchey fu nominato presidente della società Rizzoli Corriere della Sera (1994-1998).
Morì nel 2010. Presso la biblioteca della Scuola superiore di studi storici di San Marino è stato istituito il Fondo Ronchey.

## Contributo intellettuale
Alcuni neologismi o locuzioni coniati da Ronchey sono divenuti paradigmi del lessico giornalistico e politico:
- lottizzare (o lottizzazione), coniato nel 1974, preso a prestito dalla pianificazione urbanistica, fu utilizzato, con slittamento di senso, per descrivere la spartizione degli incarichi in soggetti pubblici (o sotto pubblica proprietà o controllo), in particolare nella RAI (si parlò, allora, di lottizzazione della Rai), in base all'appartenenza politica dei candidati piuttosto che alle loro capacità professionali;

- fattore K - dal russo Kommunizm (comunismo) - utilizzato per la prima volta in un editoriale del Corriere della Sera del 30 marzo 1979,[4][5] commentando l'apertura del XV Congresso del Partito Comunista Italiano, per spiegare il mancato ricambio delle forze politiche governative nei primi cinquant'anni dell'Italia repubblicana. In primo luogo, al PCI era interdetta la partecipazione al governo a causa dello stretto legame con l'Unione Sovietica. In secondo luogo, in Italia il PCI era la seconda forza politica in Parlamento: ciò impediva ai socialisti o ai socialdemocratici di raggiungere un numero di consensi sufficienti per rappresentare l'alternativa.

## Vita privata
Dal matrimonio con l'insegnante, traduttrice e scrittrice Vittoria Aliberti ebbe una figlia, la bizantinista Silvia Ronchey.

## Controversie
- Durante il suo primo incarico ministeriale, nel 1992 decise di esercitare il diritto di prelazione dello Stato per acquistare Villa Blanc e collocarvi il Circolo ufficiali della Difesa ospitato a Palazzo Barberini, ma il suo direttore generale Francesco Sisinni venne arrestato con l'accusa di peculato.[6][7] Il 3 novembre 1994 il Tribunale dei ministri scagionò Ronchey, nel frattempo anch'egli rinviato a giudizio, e il direttore Sisinni.[8] Questo procedimento si rivelò poi essere infondato tanto che la Suprema Corte di Cassazione ne aprì a sua volta uno nei confronti del Pubblico Ministero e del Giudice per le indagini preliminari perché l'arresto risultava essere «il risultato di un'attività caratterizzata da negligenza macroscopica nella ricostruzione e qualificazione della fattispecie e della norma applicabile», tanto grave da «compromettere il prestigio dell'ordine giudiziario»[9].

## Onorificenze e riconoscimenti
Nel 1987 ottenne il Riconoscimento Gianni Granzotto.

## Opere
- Le autonomie regionali e la Costituzione, Milano, Bocca, 1952.
- La Russia del disgelo, Milano, Garzanti, 1963.
- Russi e cinesi, Milano, Garzanti, 1964.
- L'ultima America, Milano, Garzanti, 1967.
- Prospettive del pensiero politico contemporaneo, Torino, UTET, 1970.
- Atlante ideologico, Milano, Garzanti, 1973.
- Ultime notizie dall'URSS, Milano, Garzanti, 1974.
- La crisi Americana, Milano, Garzanti, 1975.
- Accadde in Italia (1968-1977), Milano, Garzanti, 1977.
- Intervista sul non-governo, intervista a Ugo La Malfa, Roma-Bari, Laterza, 1977.
- Libro bianco sull'ultima generazione. Tra candore e terrore, Milano, Garzanti, 1978.
- USA-URSS. I giganti malati, Milano, Rizzoli, 1980.
- Chi vincerà in Italia? La democrazia bloccata, i comunisti e il fattore K, Milano, A. Mondadori, 1982.
- Diverso parere, Milano, A. Mondadori, 1983.
- Giornale contro, Milano, Garzanti, 1985.
- I limiti del capitalismo, Milano, Rizzoli, 1991. ISBN 88-17-84118-8.
- I quarant'anni dell'Archivio centrale dello Stato. Tutelare e valorizzare un grande patrimonio. Linee di azione del Governo in materia di politica dei beni culturali, Roma, Presidenza del Consiglio dei ministri, 1994.
- Fin di secolo in fax minore, Milano, Garzanti, 1995. ISBN 88-11-59847-8.
- Atlante italiano, Milano, Garzanti, 1997. ISBN 88-11-59447-2.
- Accadde a Roma nell'anno 2000, Milano, Garzanti, 1998. ISBN 88-11-59899-0.
- Il fattore R, conversazione con Pierluigi Battista, Milano, Rizzoli, 2004. ISBN 88-17-00140-6.
- Viaggi e paesaggi in terre lontane, Milano, Garzanti, 2007. ISBN 978-88-11-74070-4.
- Giornalismo totale, a cura di Alberto Sinigaglia, Savigliano, Aragno, 2010. ISBN 978-88-8419-458-9.